# Měšťanský dům čp. 474 (Javorník)
Měšťanský dům č. p. 474 se nachází na ulici 17. listopadu mezi domy čp. 475 a 450 v Javorníku v okrese Jeseník. Dům je kulturní památkou ČR a je součástí městské památkové zóny Javorník.

## Historie
Měšťanský dům byl postaven před rokem 1373, kdy je poprvé zmiňován jako součást městské středověké zástavby. V průběhu let byl poškozen při různých katastrofách i v roce 1428, kdy město Javorník dobyli husité. Byl přestavován po požárech (1576, 1603, v roce 1825 byly zničeny 104 domy) a povodních. Při požáru v roce 1825 byl částečně poškozen a pravděpodobně koncem 18. století jeho pozdně barokní jádro bylo přestavěno. Dům patřil městskému mlynáři Ignazi Miltschűtzkimu. V roce 1908 byla k domu přistavěna přístavba podle projektu stavitele H. Utnera. V roce 1945 dům vlastnili G. Miltschűtzke a cukrář J. Bőse. V letech 1987 a 1996 byla obnovena fasáda a v roce 1993 bylo podkroví adaptováno na střešní byty.

## Popis
Dům č. p. 474 je empírová řadová jednopatrová čtyřosá podsklepená stavba postavená z cihel. Uliční fasáda je ke korunní římse hladká. V přízemí v druhé a třetí ose zleva jsou prolomeny vchody se stlačeným obloukem (levý vchod je nižší, nad ním je štukový čtyřlístek). V patře jsou čtyři pravoúhlá okna. Na patro nasedá bohatě vykrajovaný štít, v dolní polovině uprostřed konkávně vyklenutý; po stranách má pilastry, které nesou prohnutou římsu. V konkávním prohloubení jsou dvě obdélná okna. Horní, méně prohnutá část štítu, je členěna úzkými římsami a trojúhelníkem, v němž jsou dvě půlkulatá okna. Střecha je mansardová.

## Interiér
Místnosti v přízemí má jedna místnost pruskou klenbu na pasech, jedna neckovou klenbu s lunetami a koutovými lunetami se síťovým obrazcem ze štukových hřebínků.